# وایه
وایه (به ایتالیایی: Vaie) یک کومونه در ایتالیا است که در استان تورین واقع شده‌است. وایه ۷٫۱ کیلومتر مربع مساحت و ۱٬۴۱۳ نفر جمعیت دارد.